# سودوث كوليسيوم
سودوث كوليسيوم (بالإنجليزية: Sudduth Coliseum)‏ في مركز ليك تشارلز سيفيك، هي ساحة متعددة الأغراض تتسع لـ7،450 مقعدًا في بحيرة تشارلز، لويزيانا، الولايات المتحدة.